# Metallidascillus sasajii
Metallidascillus sasajii is een keversoort uit de familie withaarkevers (Dascillidae). De wetenschappelijke naam van de soort is voor het eerst geldig gepubliceerd in 2001 door Satô & Osawa.